# Ilhan Omar
Ilhan Omar (en arabe : الهان عمر), née le 4 octobre 1982 à Mogadiscio (Somalie), est une femme politique américaine, membre du Parti démocrate et représentante du Minnesota au Congrès des États-Unis, depuis les élections fédérales du 6 novembre 2018.
Élue à la Chambre des représentants du Minnesota en 2016, elle est la première femme d'origine somalienne dans une assemblée législative d'un État fédéré américain. Elle est candidate aux élections américaines de la Chambre des représentants de 2018 pour le cinquième district congressionnel du Minnesota. Le 15 août 2018, elle remporte sa primaire pour représenter le Parti démocrate dans le district. Le 6 novembre de la même année, elle est élue à la Chambre des représentants des États-Unis, devenant avec Rashida Tlaib, une des deux premières femmes musulmanes élues au Congrès des États-Unis. Elle est également la première femme voilée élue au Congrès américain.

## Biographie
Ilham Abdullahi Omar naît le 4 octobre 1982 à Mogadiscio, la capitale de la Somalie,. Lors de la guerre civile somalienne, ayant seulement 8 ans, est expulsée avec sa famille en pleine nuit de son foyer par des soldats et elle se retrouve dans un camp de réfugiés au Kenya,. Elle y reste durant 4 ans. Elle rejoint les États-Unis encore enfant, avec sa famille, grâce à la politique du HCR du Minnesota. Après des études en économie, elle obtient son diplôme en science politique et relations internationales de l'université d'État du Dakota du Nord.
À propos du voile qu'elle porte, elle dit : « À mon arrivée aux États-Unis, je le portais de temps en temps, et je ne comprenais pas pourquoi cela me valait des remarques, pourquoi ce qui était une fierté pour moi créait de la tension. […] J’étais adolescente lorsque le 11-Septembre a eu lieu. J’ai été mal à l’aise parce que beaucoup de membres de ma communauté ont pensé qu’ils devaient se couper de leur identité pour atténuer la violence et leur peur. Moi, j’ai pensé que la meilleure des choses à faire était d’être une musulmane visible pour que les gens associent aux musulmans des interactions positives ».
Elle est mariée et mère de trois enfants. L’aînée, Isra Hirsi, devient à l'âge de 16 ans l'une des trois principales organisatrices du mouvement américain de grève étudiante pour le climat.
À l'âge de 33 ans, elle est la candidate du Parti démocrate pour représenter le district de Minneapolis, succédant à Phyllis Kahn qui occupait ce poste depuis 1973. Le quotidien Star Tribune publie alors un article en première page, considérant qu'elle « écrit une page d'histoire ».
Le 8 novembre 2016, elle est élue à la Chambre des représentants du Minnesota. C'est la première élue d'origine somalienne à la chambre basse de cet État, et ce dans un contexte électoral marqué par la campagne du candidat du Parti républicain à la présidence américaine Donald Trump, qui a même indiqué vouloir « interdire l'entrée des États-Unis à tous les musulmans »,. Le 6 novembre 2018, elle est élue à la Chambre des représentants des États-Unis. Elle a notamment présenté des projets de loi visant à annuler la dette étudiante et à offrir à tous les écoliers trois repas par jour.
En octobre 2019, elle apporte son soutien à la candidature de Bernie Sanders pour les primaires démocrates de 2020.
Le 15 juin 2020, elle annonce sur Twitter le décès de son père, victime du Covid-19.

## Controverses
Elle est l'objet de la vindicte du président des États-Unis Donald Trump, ce qui lui vaut de nombreuses menaces de mort. Plusieurs théories du complot et rumeurs circulent à son sujet, l'accusant d’être « mariée à son frère » ou encore d'être sympathisante d'Al-Qaïda. Certaines de ces rumeurs sont reprises par Donald Trump lui-même.

### Accusations d'antisémitisme
Ses détracteurs considèrent que certaines de ses prises de positions reflètent un antisémitisme, en particulier son opposition à la politique du gouvernement israélien.
En 2019, alors qu'elle doit se rendre dans les territoires palestiniens, Donald Trump appelle les autorités israéliennes à lui en interdire l'accès. D'après le président des États-Unis, l'élue du Parti démocrate et sa collègue Rashida Tlaib « détestent Israël et tous les juifs, et il n’y a rien qui puisse être dit ou fait pour les faire changer d’avis ». Les autorités israéliennes lui interdisent de se rendre dans les territoires palestiniens.
En février 2019, après avoir affirmé sur Twitter que le soutien américain à Israël est alimenté par l'argent de l'American Israel Public Affairs Committee (AIPAC), un groupe de pression pro-israélien, elle doit faire face à des accusations d’antisémitisme. Ses propos sont condamnés par la plupart des représentants démocrates — y compris par la présidente de la Chambre des représentants, Nancy Pelosi — et par l'ensemble des dirigeants de la Chambre ; les leaders démocrates de la Chambre des représentants qualifient ses propos de « réactivation de lieux communs antisémites »,,. Dans une déclaration condamnant ces tweets, Nancy Pelosi et d'autres dirigeants démocrates demandent à Ilhan Omar « de s'excuser immédiatement pour ces propos blessants ». Elle s'excuse finalement pour ses propos. Donald Trump, qualifiant ceci de « piètres excuses », appelle à sa démission.
Au début du mois de mars 2019, alors que la Chambre des représentants s'apprête à voter une résolution condamnant l'antisémitisme, Ilhan Omar fait de nouveau l'objet d'accusations d'antisémitisme après avoir déclaré qu'elle n'avait pas à faire « allégeance » à un pays étranger en parlant d'Israël la veille du vote. Donald Trump réagit sur Twitter en réclamant l'exclusion d'Ilhan Omar de la commission des affaires étrangères de la Chambre des représentants.
Le 7 janvier 2020, l'organisation non gouvernementale (ONG) Stop Antisemitism, proche de la droite conservatrice,, la nomme « antisémite de l'année » 2019,. Le 23 juillet 2020, Ilhan Omar publie dans un mail des citations apparues dans les médias américains de la part de personnes qui ont fait des donations à Antone Melton-Meaux, son opposant à la primaire du Parti démocrate pour le Congrès des États-Unis le 11 août, en affirmant : « Pouvons-nous faire confiance à l’argent d’Antone Melton-Meaux ? ». La liste des donateurs incluant notamment des donateurs juifs, dont les milliardaires Jonathan Gray et Seth Klarman, Ilhan Omar se voit à nouveau accusée d'antisémitisme.
Le 2 février 2023, les membres du Parti républicain de la Chambre des représentants votent à 218 voix contre 211 afin qu'Ilhan Omar soit démise de la commission des Affaires étrangères, en raison de commentaires passés sur Israël,. Avant le vote, Ilhan Omar déclare : « Je suis musulmane, je suis une immigrée et, comme par hasard, je viens d'Afrique ».

## Positions politiques
Ilhan Omar souhaite soutenir les femmes entrepreneurs, se lancer dans une réforme de la justice pénale et défendre l'environnement, veillant à la qualité de l'air et de l'eau. Elle défend la gratuité de l'éducation, un meilleur contrôle des armes à feu, l’établissement d'un système de santé universel, des mesures visant à rendre les loyers plus abordables pour les foyers modestes, ou encore une politique plus souple en matière d’immigration. Son programme est qualifié de « communiste » par certains de ses opposants. Pour autant, elle déclare en octobre 2021 trouver la femme politique Margaret Thatcher « inspirante ».
Durant sa campagne, elle met l'accent sur la création d'une société multiculturelle déclarant : « C'est important que je sois une femme. C'est important que je sois une femme somali-américaine. C'est important que je sois musulmane et une femme immigrée. ». En matière de politique étrangère, elle s'est opposée aux tentatives de l'administration Trump de renverser le gouvernement du Venezuela ; ouvertement dénoncé Elliott Abrams (nommé par Donald Trump au poste d'envoyé spécial au Venezuela), pour son rôle durant l’administration Reagan dans le soutien des États-Unis à des dictatures et escadrons de la mort en Amérique centrale ; sévèrement critiqué le régime saoudien, allant jusqu'à défendre le boycott du hajj, ainsi que les gouvernements de Narendra Modi (Inde), Jair Bolsonaro (Brésil) et Benyamin Netanyahou (Israël).
En octobre 2019, elle est la seule élue du Parti démocrate à voter contre la mise en place de sanctions contre la Turquie en réponse à l'offensive militaire turque menée contre les Forces démocratiques syriennes. Cette prise de position est d'autant plus incomprise par la gauche radicale américaine qu'Ilhan Omar était auparavant intervenue pour dénoncer la politique du gouvernement turc vis-à-vis des Kurdes. Le joueur turc de basket-ball Enes Kanter l'accuse pour sa part de travailler pour les intérêts de la « dictature en Turquie » plutôt que pour « le peuple américain et la démocratie ». Elle s'abstient également de voter pour une résolution en faveur de la reconnaissance par la Chambre des représentants du génocide arménien et vote « présent ». Ce texte a finalement été adopté par 405 voix sur 435, avec une rare union entre démocrates et républicains. Elle réclame néanmoins en décembre 2019, avec plusieurs de ses collègues démocrates, l'ouverture d'une enquête concernant l'usage présumé de phosphore blanc, une arme chimique, par l’armée turque dans ses opérations en Syrie. Elle est signataire en 2020 d'une pétition réclamant la libération des prisonniers politiques en Turquie et contre les atteintes à la liberté de la presse. Elle est par ailleurs proche du Parti démocratique des peuples (HDP), un parti de gauche turc considéré comme « pro-Kurde » et cible récurrente de la répression par le régime du président Recep Tayyip Erdoğan.